# جناح السرطان (رواية)
جناح السرطان ((الروسية: Раковый корпус)، (راكوفي كوربوس) هي رواية شبه ذاتية للكاتب الروسي ألكسندر سولجينتسين الحائز على جائزة نوبل للآداب، اكتملت عام 1966 وانتشرت في الاتحاد السوفييتي بصيغة ساميزدات، ومنعت هناك في العام التالي. وفي عام 1968 طبعتها عدة دور نشر أوروبية باللغة الروسية، وفي نفس العام ظهرت مقتطفات مترجمة منها باللغة الإنجليزية في ملحق التايمز الأدبي في المملكة المتحدة، ثم نشرت ترجمات إنكليزية كاملة منها على دون إذن سولجينتسين. ظهرت أول ترجمة كاملة لها عندما نشرت دار نشر ذا بودلي هيد ترجمة إنجليزية غير مصرح بها في ذلك العام، وتبعتها دار نشر ديل برس الأمريكية.
تحكي الرواية قصة مجموعة صغيرة من المرضى في الجناح 13، جناح علاج السرطان في مستشفى في طشقند في ولاية أوزبكستان السوفيتية، في عام 1954، أي بعد عام واحد من وفاة جوزيف ستالين. وتصور مجموعة من الشخصيات، بعضهم ممن استفادوا من الحقبة الستالينية، والبعض الآخر ممن قاوموها ودفعوا الثمن، أو أذعنوا لها. ومثل سولجينتسين نفسه، قضى بطل الرواية الروسي أوليغ كوستوغلوتوف زمنا في معسكر عمل "غولاغ" باعتباره «معاديا للثورة»، قبل نفيه إلى آسيا الوسطى بموجب المادة 58 من قانون العقوبات الروسي آنذاك.
تناقش القصة المسؤولية الأخلاقية لأولئك المتورطين في حملة التطهير العظيم الذي شنها ستالين في الأعوام 1936-1938 وراح ضحيتها الملايين ممن قتلوا أو نفوا أو أرسلوا إلى المعسكرات. فمثلا يقلق أحد النزلاء من أن الرجل الذي ساهم وقتها في اعتقاله سيسعى إلى الانتقام، بينما يخشى آخرون أن يجعلهم عجزهم عن منع وقوع ما حصل مذنبين مثل أي شخص آخر. "لم يكن عليك أن تمارس الكثير من الكذب، هل تفهم؟... "، يخبر أحد المرضى كوستوغلوتوف. "أنتم اعتقلتم، أما نحن فقد أقتادونا إلى الاجتماعات" من أجل فضحكم. لقد أعدموا أمثالك، ولكنهم جعلونا نحن نقف ونشيد بالحكم. . . وليس بالتصفيق فحسب، بل جعلونا نطالب فرقة الإعدام، نطالب بها!".
يدرك كوستوغلوتوف قبيل نهاية الرواية أن الضرر كبير جدًا، ولن يكون هناك علاج حتى بعد رحيل ستالين. كما هو الحال مع السرطان، قد تكون هناك فترات تعافي، ولكن لا مفر. يزور البطل يوم خروجه من المستشفى حديقة حيوان، ورأى في الحيوانات فيها الناس الذين يعرفهم: « لقد فقدوا فكرة الحرية الذهنية بعد أن جُرِّدوا من محيطهم الطبيعي. لن يؤدي إطلاق سراحهم فجأة إلا إلى جعل الأمور أكثر صعوبة بالنسبة لهم.» 

## خلفية
تدور أحداث الرواية، كما هو الحال في الكثير من أعمال سولجينتسين، في جدول زمني قصير. فهي تجري في بضعة أسابيع في ربيع عام 1955، بعد مرور عامين على وفاة جوزيف ستالين وسقوط رئيس شرطته السرية لافرينتي بيريا، ولكن قبل خطاب نيكيتا خروتشوف السري الذي أدان فيه في عام 1956 جوانب من الحقبة الستالينية، وهو يعد ذروة ما عرف بمرحلة اجتثاث الستالينية في الاتحاد السوفيتي، إلا أن بوادر هذه المرحلة تظهر في الرواية حيث تجري عملية تطهير للمحكمة العليا ويقال خليفة ستالين جورجي مالينكوف من رئاسة الوزراء.

## القصة

### ملخص الأحداث

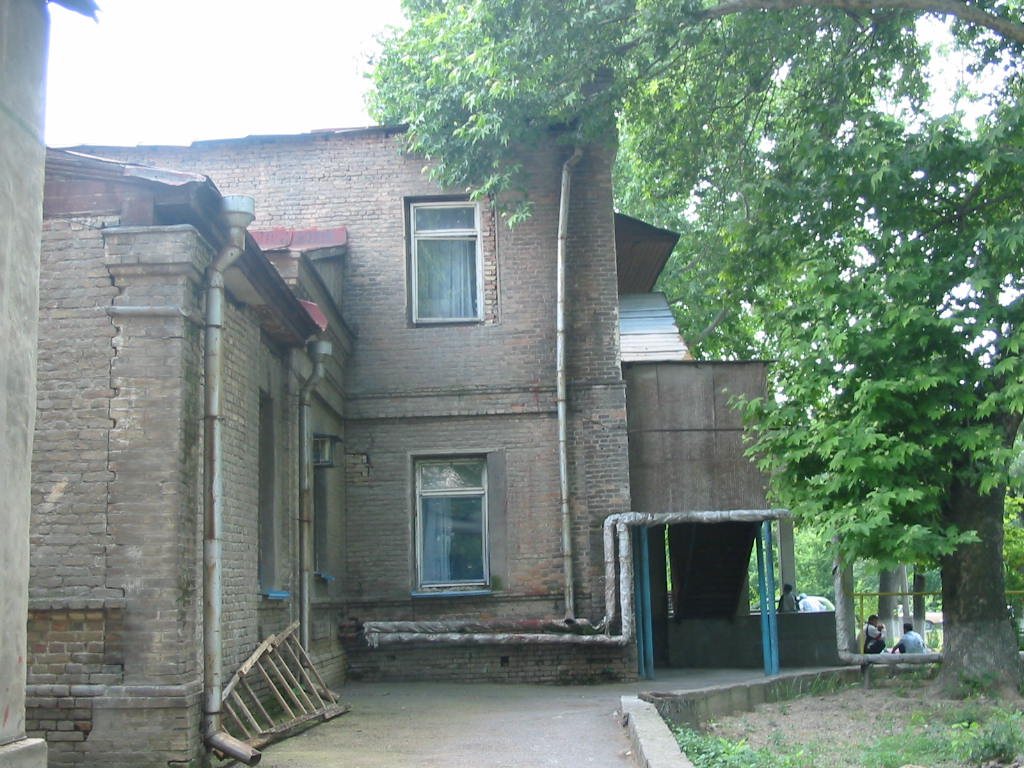
المستشفى في طشقند الذي ألهم سولجينتسين، 2005

تركز الحبكة على مجموعة من المرضى يخضعون لعلاج قاس ومخيف في مستشفى بائس، حيث يصفها الكاتب والناقد الأدبي جيفري مايرز بأنها «الرواية الخيالية الأكثر اكتمالا ودقة لطبيعة المرض وعلاقته بالحب. يصف خصائص السرطان. الآثار الجسدية والنفسية والمعنوية على الضحية، وظروف المستشفى، وعلاقات المرضى والأطباء، والعلاجات المرعبة، واحتمال الموت». السؤال المركزي الذي يطرحه بطل الرواية كوستوغلوتوف هو: ما هي قيمة الحياة؟ وكيف نعرف إذا كانت تستحق الثمن الذي ندفعه من أجلها؟.
تتقاطع الرواية مع سيرة سولجينتسين الذاتية، فبطلها كوستغولوتوف مثل سولجينتسين جندي سابق وسجين معسكرات عمل سابق، ومنفي في أوزبيكستان يخضع لعلاج للسرطان في أحد مستشفياتها، وفي أحد فصول الرواية يتكتشف الطبيبة لدى كوستوغلوتوف قنينة تحتوي على سائل داكن، ويشرح لها محتواها المستخلص من جذر يستخدمه المعالجون الطبيعيون في روسيا لعلاج السرطان، وقد استعمل سولجينتسين نفس المستحضر قبل أن يشفى من السرطان. بطل الرواية ولد في لينينغراد، بينما سولجينتسين من مواليد كيسلوفوسك في جنوب البلاد.
تقدم الرواية صورة عن البيروقراطيين وطبيعة السلطة في عهد ستالين، وتمثلهم شخصية بافيل نيكولايفيتش روسانوف، وهو "ضابط موظفين" متنمر، ومخبر. تظهر القوة الفاسدة لنظام ستالين من خلال رغباته بأن يعد بروليتاريا، وأن يحصل في نفس على "معاش تقاعدي خاص". يشعر روسانوف بالانزعاج من بوادر تغير العلاقات السياسية، ويخشى أن يسعى رجل أعيد له الاعتبار إلى الانتقام من روسانوف الذي لفق له قبل 18 عامًا تهمة من أجل التخلص منه والحصول على كامل الشقة التي كانا يتقاسماها يمتدح روسانوف ابنته المتغطرسة، وينتقد بشدة ابنه لإبدائه بوادر إنسانية. بعد خروجه من المستشفى يظن روسانوف أنه أنه قد شفي، ولكن الأطباء لا يتوقعون أن يعيش أكثر من عام. يرمز سرطان روسانوف إلى فساد طبقة البيروقراطية الحزبية "الأرتاتشيك" التي ينتمي إليها، وفي نهاية القصة تلقي زوجة روسانوف القمامة من نافذة سيارتها وهي تغادر وزوجها المستشفى، ما يرمز إلى الإهمال الذي تعامل به الدولة مع البلاد.
في كثير من الحالات يضلل أطباء المستشفى المرضى بشأن شدة مرضهم، وغالبًا ما يخرجون الحالات الميئوس منها بعد «تحسن ملحوظ»، مقللين بذلك نسبة الوفيات في المستشفى إلى الحد الأدنى.

### النهاية

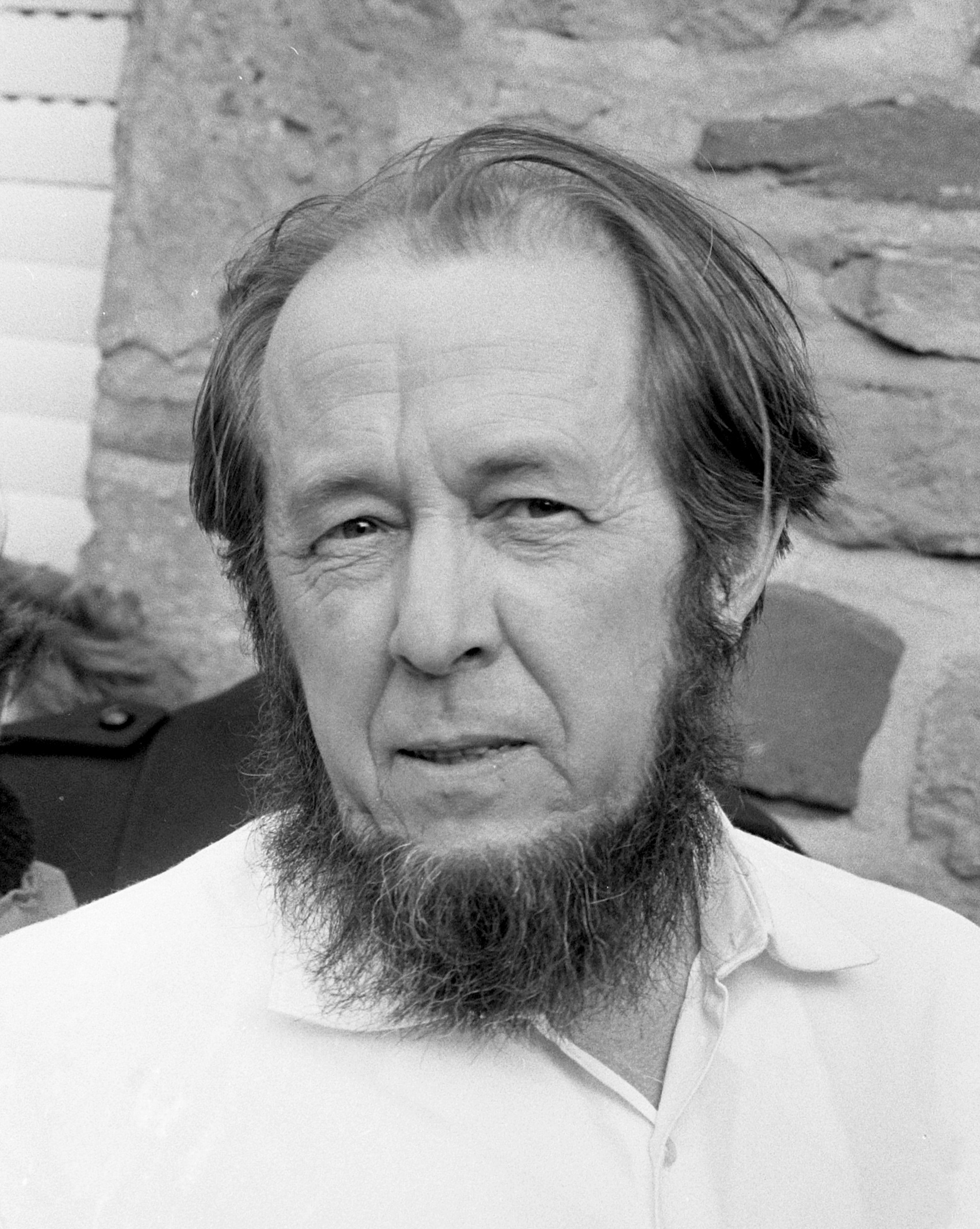
ألكسندر سولجينتسين عام 1974.

يبدأ كوستوغلوتوف قصتي غرام في المستشفى، واحدة ذات طابع جسدي مع الممرضة وطالبة الطب زويا، وأخرى أكثر جدية مع الطبيبة فيرا غانغارت، وهي امرأة غير متزوجة في منتصف العمر لم تتزوج أبدًا، والتي يتخيل أن يعرض عليها الزواج. تدعوه كلتا المرأتين إلى المبيت في شقتهما عندما يخرج من المستشفى، في ما ظاهره خدمة لصديق ليس لديه مكان يبات فيه قبل مغادرة المدينة، حيث يصعّب عليه وضعه بصفته منفيا العثور على مكان للمبيت.
مشاعره تجاه فيرا قوية ويبدو أنها متبادلة، على الرغم من أن أيا منهما لم يتحدث عنها بشكل مباشر:
قرب نهاية الرواية، يدرك كوستوجلوتوف أن الضرر الذي لحق به (وبروسيا) كبيرجدا، وأنه لن يكون هناك علاج حتى بعد رحيل ستالين، فقد نسي كيف يعيش حياة طبيعية. وفي يوم خروجه من المستشفى، قام بزيارة حديقة الحيوان، ورأى في الحيوانات الأشخاص الذين يعرفهم، فالنمر يذكّر بستالين وجهازه، فيما يرمز السنجاب الذي يركض على الدولاب حتى يموت من الإجهاد إلى الطبقة العاملة.
كان قفص قرد المكاك ريسوسي فارغًا، وقج علقت عليه لافتة: «لقد عمي القرد الصغير الذي كان يعيش هنا بسبب قسوة وجهل أحد الزائرين. لقد قام رجل شرير بإلقاء التبغ في عيون المكاك الريسوسي». يصدم كوستوجلوتوف بذلك: «لماذا؟ هذا لا معنى له! لماذا؟»، وبصرف صرف النظر عن القسوة، يصدم كوستوغلوتوف بغياب الدعاية في اللافتة، فالجاني لم يكن «عميلا للإمبريالية الأمريكية» أو «عدوا للإنسانية»، بل كان مجرد «رجل شرير». يشير سولجينتسين في ملحق كتبه للروية إلى أن «الرجل الشرير» الذي ألقى التبغ في عيون قرد المكاك في حديقة الحيوان يمثل ستالين، والقرد هو السجين السياسي.
يغادر كوسوغلوتوف حديقة الحيوان، ويقرر بعد تجوال في المدينة يقرر عدم الذهاب إلى زويا أو فيرا، ثم يستجمع شجاعته للذهاب لرؤية فيرا، ولكنه يصل متأخرا ولا تكون موجودة، ثم يقرر عدم المحاولة مرة أخرى، إذ يدرك أن العلاج الهرموني الذي استخدم في علاج سرطانه ربما يكون قد جعله عاجزًا جنسيا، تمامًا كما سلبته سنوات السجن والمنفى الحياة. يشعر غوستوكلوتوف أنه لم يبق لديه شيء ليقدمه للمرأة، وأن ماضيه يعني أنه سيظل دائمًا دخيلا على يراه حياة طبيعية، فيقرر بدلاً من ذلك أن يقبل من الحياة بأقل مما كان يأمل، وأن يواجهها بمفرده.
يتوجه كوستوغلوتوف إلى محطة السكة الحديد ليعود بالقطار إلى منفاه في بلدة أوتش تيريك البعيدة، ويكتب قبيل مغادرته رسالة وداع إلى فيرا من المحطة يخبرها فيها بحبه لها، وبقراره الابتعاد.
تقدم الرواية عدة إشارات رمزية إلى حالة روسيا السوفيتية، ولا سيما مقولة بطلها كوستوغلوكوف: «إذا كان المرء يموت من ورم، فكيف يمكن لدولة أن تعيش مع نمو أشياء مثل معسكرات العمل والمنفيين؟»

## ملابسات النشر
أتم سولجينتسين رواية جناح السرطان في منتصف عام 1966، وأرسل في يونيو من نفس العام المخطوطة إلى المجلة الأدبية الروسية «نوفي مير». راوغ المحرر تفاردوسكي الكاتب وطالب بحذف بعض الأجزاء، فرتب سولجينتسين توزيع الرواية بصيغة منشور غير قانوني«ساميزدات»، ونوقشت في اجتماع لنادي الكتاب المركزي في موسكو في 17 نوفمبر 1966، ويشير كاتب السيرة البريطاني جوزيف بيرس إلى أن أن الحضور كان أعلى من المعتاد، وأن النادي قج قرر النادي مساعدة الكاتب في نشر الرواية.
أجرى سولجينتسين في ذلك الشهر مقابلة غير مصرح بها مع صحفي ياباني حول روايته «دائرة الجحيم الأولى» المحظورة أيضا، كما قدم قراءة من «جناح السرطان» أمام 600 شخص في قاعة معهد كورتشاتوف للفيزياء. ففي عام 1968 طبعتها عدة دور نشر أوروبية باللغة الروسية، وفي نفس العام ظهرت مقتطفات مترجمة منها باللغة الإنجليزية في ملحق التايمز الأدبي في المملكة المتحدة، ثم نشرت ترجمات إنكليزية كاملة منها على دون إذن سولجينتسين. ظهرت أول ترجمة كاملة لها عندما نشرت دار نشر ذا بودلي هيد ترجمة إنجليزية غير مصرح بها في ذلك العام، وتبعتها دار نشر ديل برس الأمريكية.
في العام التالي طرد سولجينتسين من اتحاد الكتاب السوفييت.

## الترجمة إلى العربية
ترجمت الرواية إلى العربية ونشرت عام 1971في دار النهار، بيروت، كما نشرت في عام  2024  دار مدارك ترجمة ثانية بعنوان "عنبر السرطان، يترجمة يوسف نبيل، ، بيروت، 2024، ردمك 9786144295588

## قائمة الشخصيات

### طاقم العيادة
- فيرا كورنييليفنا غانغارت: الطبيبة التي تعالج كوستوغلوتوف بلطف خاص. فقدت فيرا حبيبها في الحرب، وتبذل جهدا لإنقاذ حياة كوستوغلوتوف
- لودميلا أفناسييفنا دونتسوفا: رئيسة قسم العلاج الإشعاعي والتنظير الفلوري في جناح السرطان، التي تمرض هي نفسها ولكنها ترفض إخبار أحد بمرضها
- زويا: ممرضة وطالبة طب يعجب بها كوستوغلوتوف
- ليف ليونيدوفيتش: رئيس قسم الجراحين، كان يعمل طبيبا في معسكر اعتقال
- يفغينيا أوستينوفنا: جراحة موهوبة وزميلة ليف ليونيدوفيتش
- نيللي: عاملة كسولة تحصل في نهاية القصة على ترقية إلى «مشرفة الطعام» في المستشفى
- إليزافيتا أناتوليفنا: عاملة تنظيف مجتهدة، يكتشف كوستوغلوتوف أنها كانت تعيش بالقرب منه في لينينغراد
- نظام الدين بهراموفيتش: رئيس العيادة، طبيب بيروقراطي عديم الموهبة وضع في المنصب لاعتبارات قومية، غائب في معظم الكتاب
- أوليمبيادا فلاديسلافوفنا: الممرضة المتمرسة والمختصة، تنقل في ذروة الأشغال لحضور مؤتمر غير مهم

### المرضى
- أوليغ كوستوغلوتوف: بطل الرواية الرئيسي، واسمه الأخير يعني «مبتلع العظام»، يعاني من سرطان المعدة، وهو منفي «إلى الأبد» في قرية أوزبكية تسمى أوتش تيريك
- بافيل نيكولايفيتش روسانوف: بيروقراطي حزبي يعاني من سرطان الغدد الليمفاوية وتضطره حالته الحرجة إلى دخول المستشفى العام. متزوج من كابيتولينا ماتفييفنا، وأب ليوري، وأفييتا، ومايكا ولافرينتي بافلوفيتش (سمي تيمنا بلافرينتي بيريا)
- ديومكا: طالب شاب لديه "شغف بالمسائل الاجتماعية''، عاش حياة غير محظوظة بلغت ذروتها في بتر ساقه في جناح السرطان
- فاديم: جيولوجي يحلم بترك بصماته على عالم العلوم بعد موته المؤكد بسبب الورم الأرومي الميلاني
- أليكسي فيليبوفيتش شولوبين: أكاديمي وأمين مكتبة، ندم على حياته لصمته وتواطئه في حقبة الإرهاب، يعاني من سرطان المستقيم
- آسيا: لاعبة جمباز مصابة بالسرطان وتواجه عملية استئصال الثدي، يغرم بها ديومكا
- سيبغاتوف: تتري لطيف ومقيم دائم في سلّم جناح السرطان بسبب سرطان العمود الفقري المعوق
- أحمدجان: مريض أوزبكي يتعافى تمامًا في نهاية القصة، ويكتشف كوستوغلوكوف أنه حارس معسكر اعتقال
- يفريم بودوييف: مريض بدأ في قراءة ليو تولستوي في أيامه الأخيرة من حياته في جناح السرطان
- فريدريش فيديراو: ألماني روسي منفي، لا يزال عضوًا مخلصًا في الحزب الشيوعي
- مكسيم بتروفيتش تشالي: مهرب يصادق روسانوف

### آخرون
- دورميدونت تيخونوفيتش أوريشينكوف: معلّم لودميلا أفناسييفنا، طبيب محترم لديه عيادته الخاصة
- عائلة كادمين:جيران وأصدقاء كوستوجلوتوف المنفيون ، الذين أمضوا أيضًا سبع سنوات في معسكرات الاعتقال
- آلا (أفييتا) روسانوفا: ابنة روسانوف، صحفية وشاعرة
- يوري روسانوف: نجل روسانوف، مدعي عام
- كابيتولينا ماتفييفنا: زوجة بافيل نيكولايفيتش
- الدكتور ماسلينيكوف: طبيب يكتب إلى كوستوغلوتوف حول فوائد خلاصة فطر شجرة القضبان في علاج السرطان